# Byrsonima motembensis
Byrsonima motembensis är en tvåhjärtbladig växtart som beskrevs av Nathaniel Lord Britton och Small. Byrsonima motembensis ingår i släktet Byrsonima och familjen Malpighiaceae. Inga underarter finns listade i Catalogue of Life.